# Чанкай (культура)

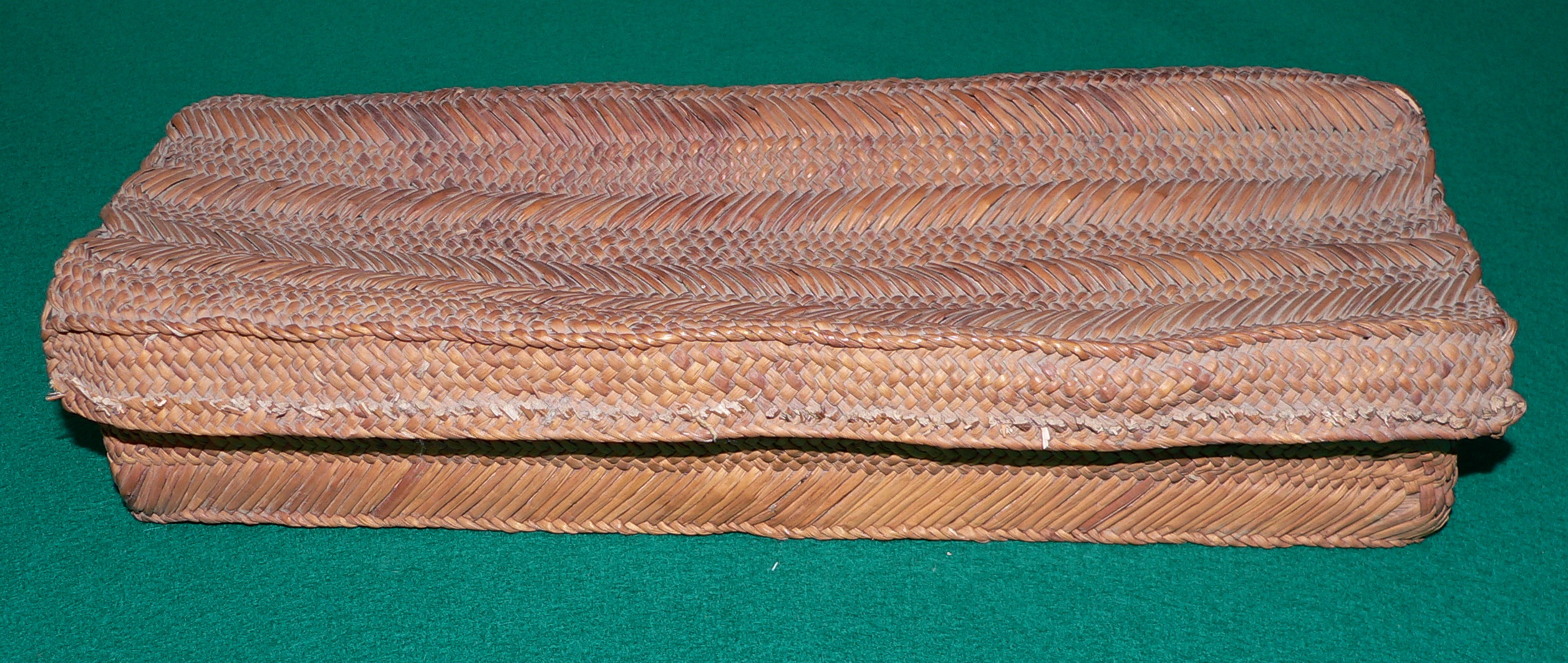
Коробка для швейних виробів з соломи

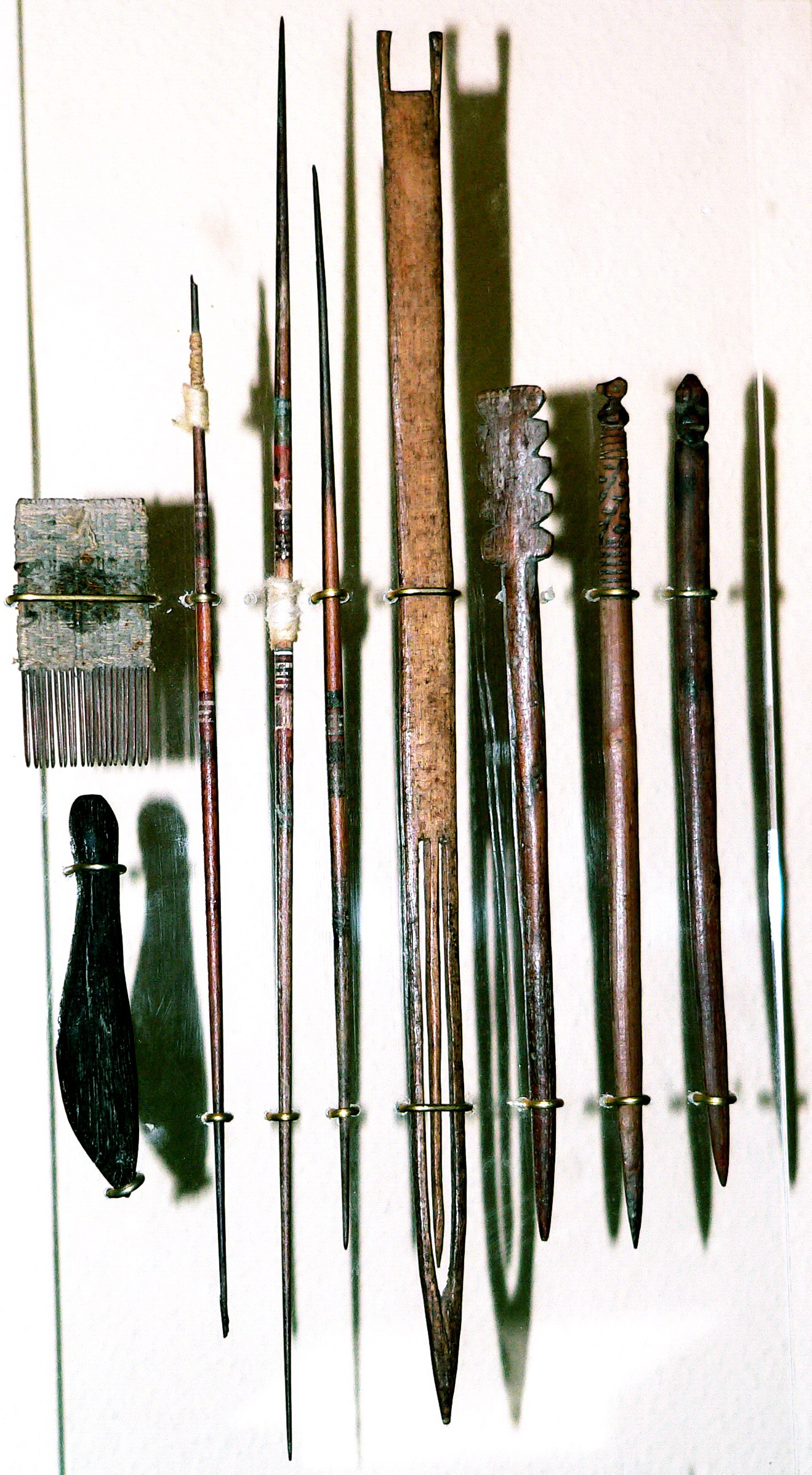
Швейні вироби, культура Чанкай

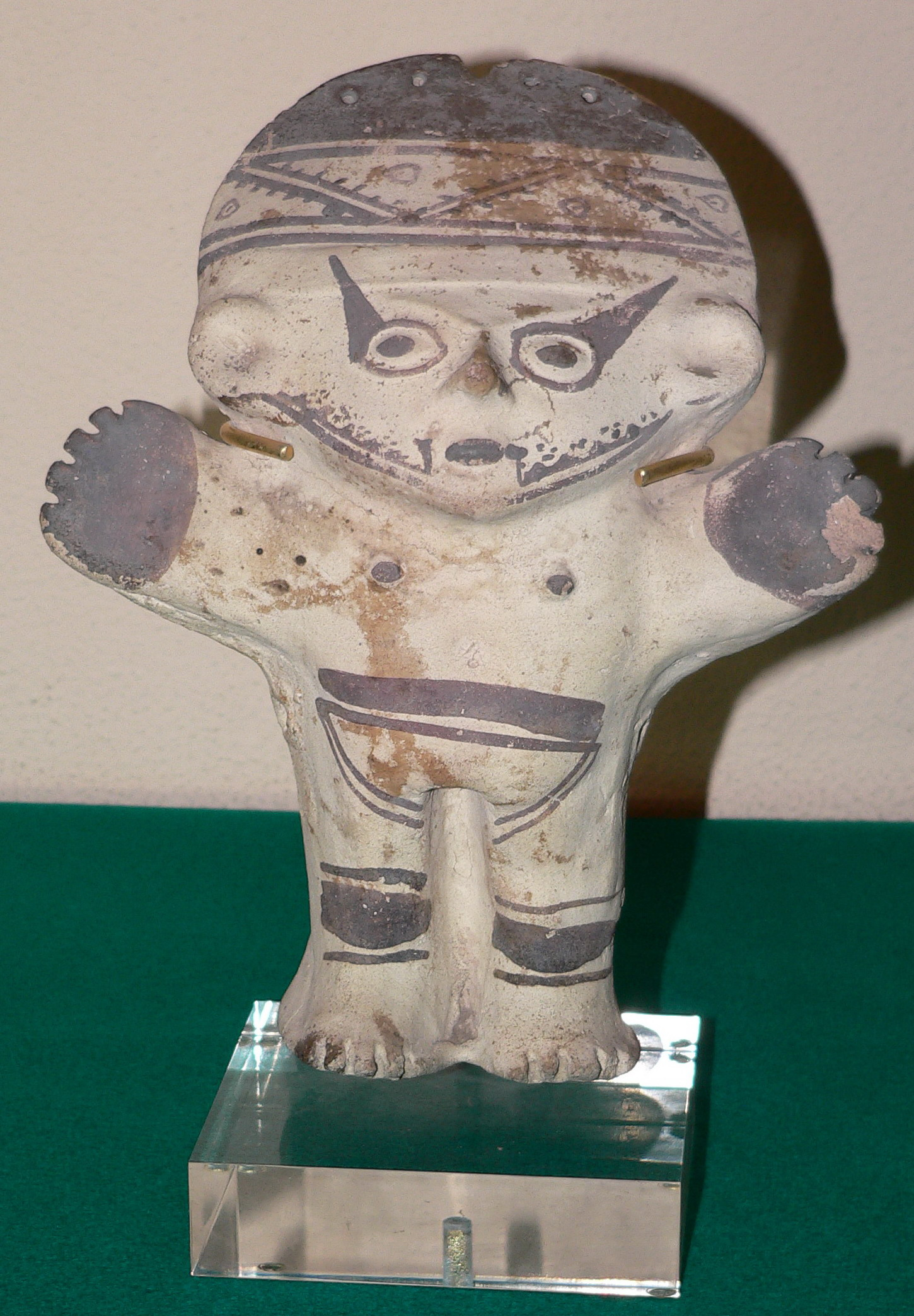
Глиняна судина «кучимілько»

Культура Чанкай — археологічна культура, що існувала з приблизно 1200 по 1470 роки в долинах Чанкай, Чильйон, Рімак і в окрузі Лурін на центральному узбережжі Перу. Центр культури знаходився приблизно за 80 км на північ від Ліми. Переважно представники культури мешкали на пустельних землях, в яких, проте, зустрічалися долини з повноводними річками, багаті на ресурси, у яких можна було займатися сільським господарством.
Виникнення культури збіглося із занепадом культури Уарі. Культура Чанкай вела інтенсивну торгівлю з іншими регіонами і завдяки цьому підтримувала широкі контакти з різними культурами. Культура загинула в 15 столітті в результаті завоювання інками.

## Економіка
Господарство культури Чанкай ґрунтувалося на сільському господарстві, рибальстві і торгівлі. Для розвитку сільського господарства були споруджені водосховища та іригаційні канали. Оскільки культура знаходилася поряд з морем, у ній було поширено рибальство і збір приморських рослин. Крім того, чанкайці торгували з іншими регіонами.
У поселеннях Лаурі, Лумбра, Тамбо-Бланко, Пасамано, Піськільо-Чіко і Тронкональ проживали ремісники, що проводили велику кількість кераміки і тканин.
Культура Чанкай була першою з перуанських культур, яка освоїла масове виробництво кераміки, тканин і металевих виробів — як ритуальних, так і для повсякденного використання. Також вони виготовляли товари, вирізані з дерева.

## Поховання
Кладовища культури Чанкай були дуже великими. Існували два характерні типи поховання. Одне з них — для вищого класу, для високопоставлених вельмож, з глинобитними камерами прямокутного або квадратного перетину, з дахом і стінами з очерету, що йдуть на кілька метрів в землю, і похоронними скарбами — керамічними виробами, тканинами, золотими і срібними прикрасами. У похоронну камеру вели сходинки.
Звичайні люди ховалися неглибоко, майже біля поверхні, накривалися саваном і рогожею. Разом з ними в могилах лежали нечисленні предмети начиння.

## Археологічний музей
У місті Чанкай зараз працює Археологічний музей культури Чанкай (ісп. Museo Arqueológico de la Cultura Chancay). Він розташований у фортеці міста Чанкай. У нім також представлені меблі 19 століття і колекція чучел тварин. Музей був заснований 23 липня 1991 року, під час правління алькальда Луїса Касаса Себастьяна.

## Ресурси Інтернету
- Museo arqueológico de la Cultura Chancay [Архівовано 3 лютого 2009 у Wayback Machine.] Chancay.com (ісп.)
- Cultura Chancay [Архівовано 14 грудня 2011 у Wayback Machine.] Youtube (ісп.)
- Культура Чанкай Месоамерика.ru (рос.)